# 아이미정
아이미정(会見町)은 돗토리현 서부의 사이하쿠군에 위치했던 정이다.
2005년 10월 1일에 합병으로 난부정이 되었다.

## 역사
- 1955년 4월 25일 - 2개의 촌이 합병해 성립하였다.
- 2004년 10월 1일 - 사이하쿠정과 합병해 난부정이 성립하였다. 동일 아이미정은 폐지되었다.

## 교육시설
- 아이미정립 초등학교
- 아이미정립 제2초등학교
- 아이미정립 남부중학교